# Universität Angers
Die Universität Angers (französisch: Université d’Angers) ist eine 1971 wiedergegründete, staatliche Universität in der französischen Stadt Angers. Laut Angaben auf ihrer Webseite 2022 hat sie 26.295 Studierende und 2.083 Mitarbeiter. Präsident der Universität ist Daniel Martina.

## Geschichte
Die Universität hat eine Vorgängerinstitution, die sich aus den im 14. Jahrhundert sich bildenden Schulen von Angers entwickelte, insbesondere einer Rechtsschule. 1337 nahm sie den Namen Universität an. 1364 erhielt sie von König Karl V. die gleichen Privilegien, die auch der Universität Orléans erteilt worden waren. Sie war damit die 5. Universität in Frankreich, nach der Sorbonne in Paris, Orléans, Toulouse und Montpellier. 1432 wurde die Artistenfakultät, die die Grundlagen legte für die höheren Fakultäten, sowie die Medizinische und Theologische Fakultät eingerichtet. Ein Jahr später wurde sie offiziell von Papst Eugen IV.  anerkannt. Gegen Ende des 15. Jahrhunderts besuchten etwa 1000 Studenten die Universität. Durch die Französische Revolution wurden 1793 alle Hochschulen aufgelöst und einige in Zentralschulen umgewandelt. Nachdem 1875 ein Gesetz private Universitäten erlaubte, wurde allmählich bis 1879 eine katholische Universität Angers aufgebaut. Sie war eine von fünf katholischen Hochschulen und wurde Université Catholique de l’Ouest genannt.
Die staatliche Universität wurde erst 1971 wiedergegründet. Sie entstand aus einigen selbständigen Vorgängereinrichtungen, deren erste, ein universitäres Wissenschaftszentrum, 1958 gegründet wurde.
2005 hatte die Universität 17.559 Studierende. 2003/2004 hatte sie 2.739 Mitarbeiter.

## Studienangebot
Es gibt mehrere Lehr- und Forschungseinheiten (franz. Unités de Recherche et de Formation – kurz UFR) mit 7 Fakultäten, einem Institut und 7 allgemeinen Hochschuleinrichtungen.

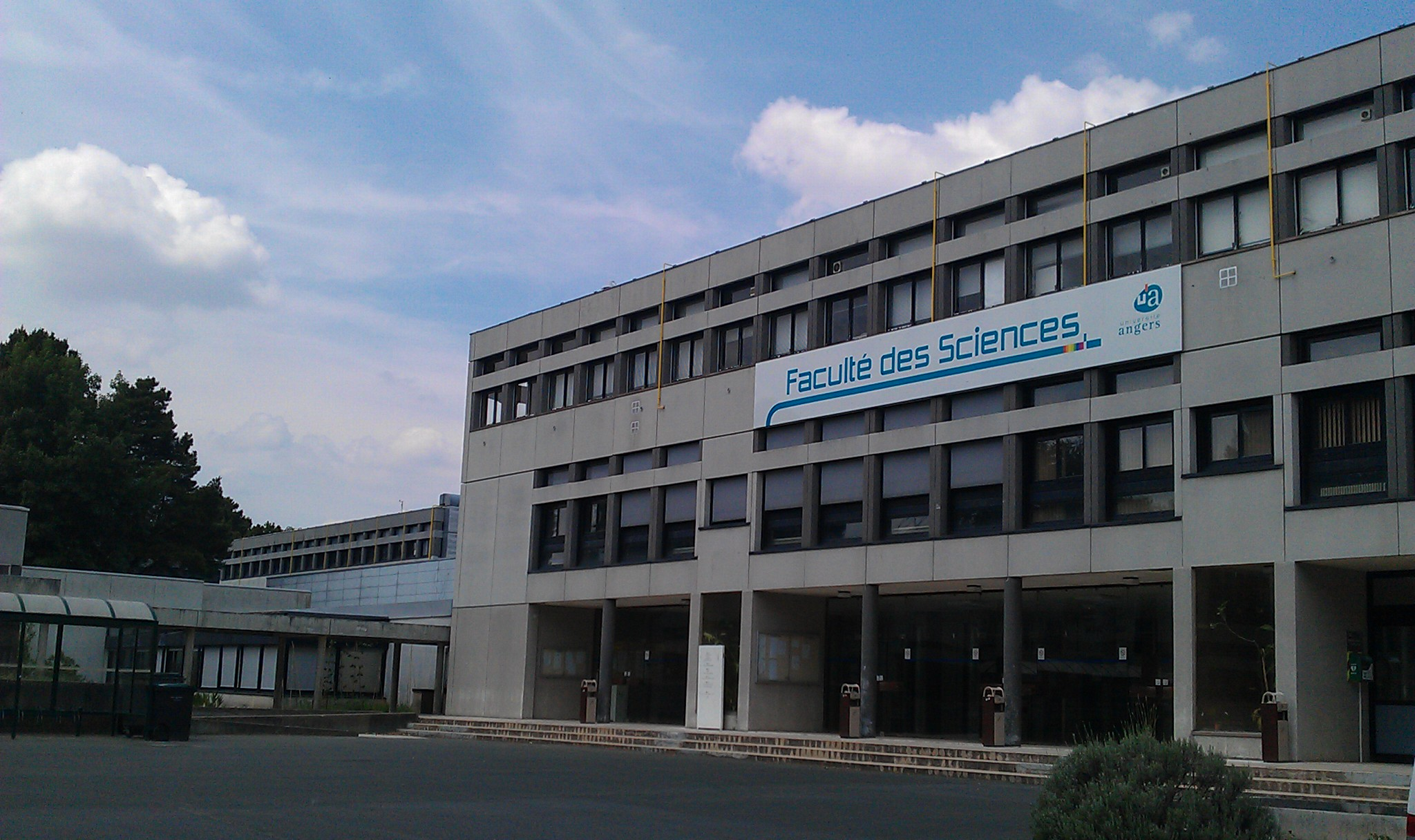
Fakultät für Naturwissenschaften
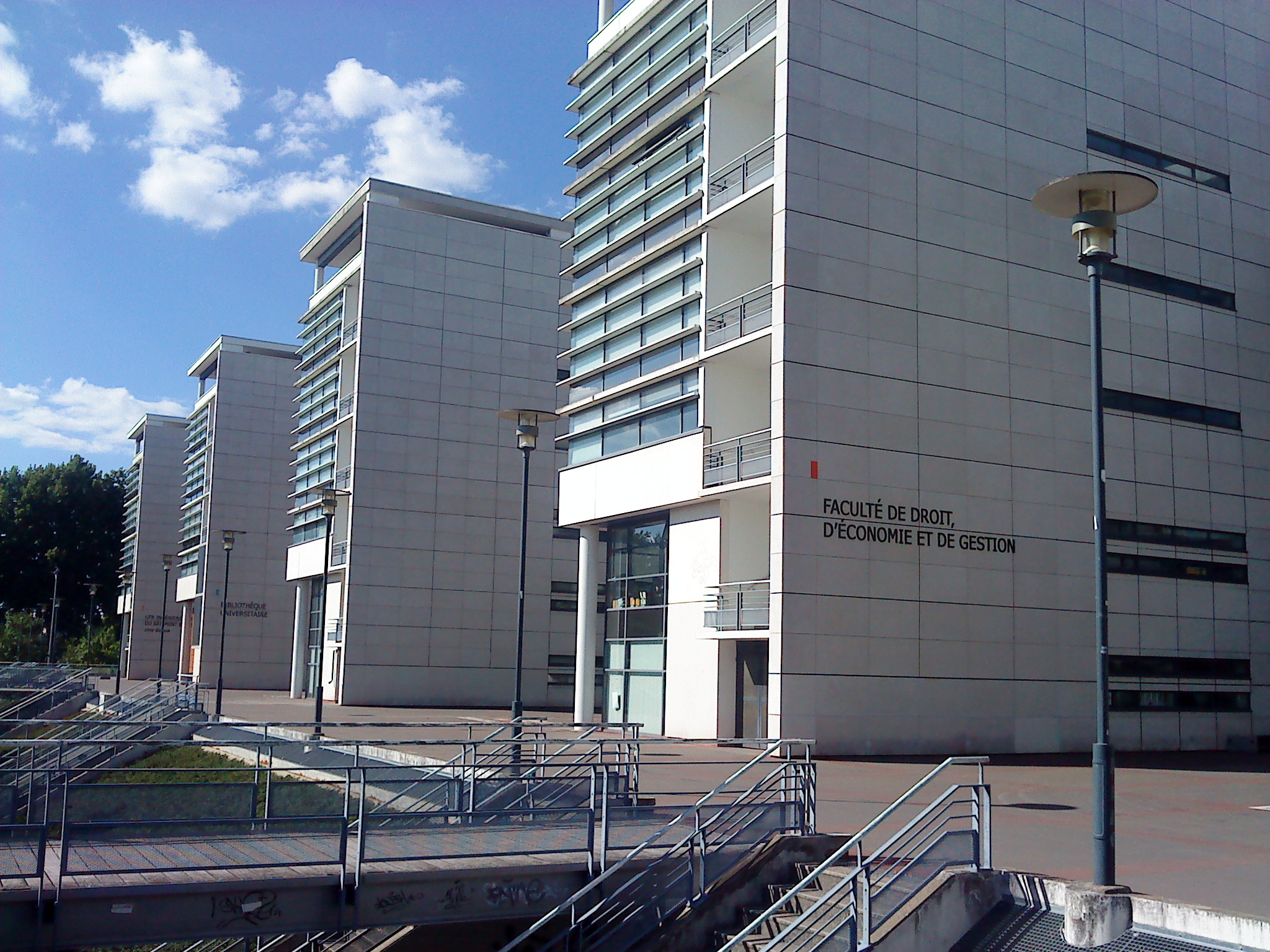
Fakultät für Rechtswissenschaft
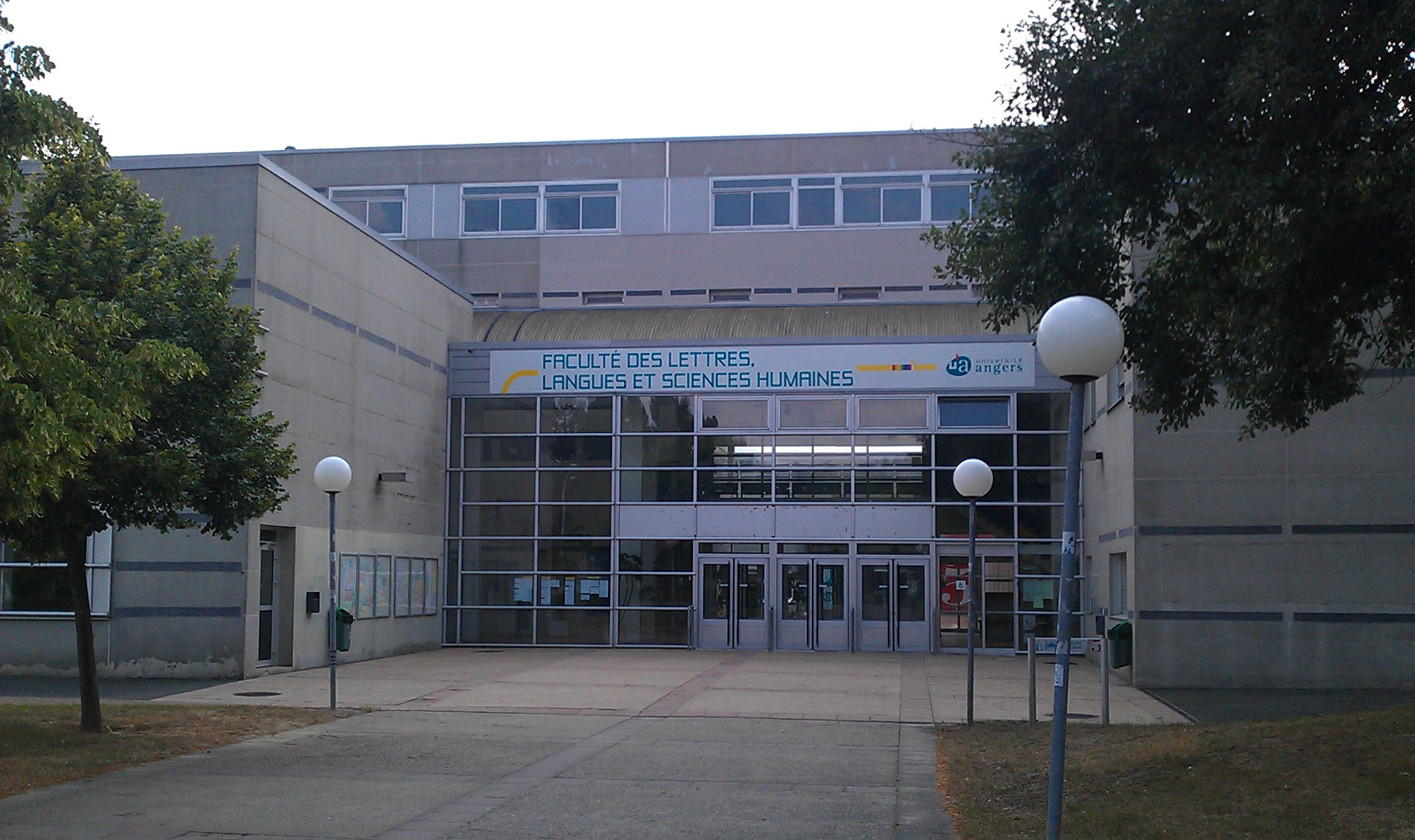
Fakultät für Geisteswissenschaft